# Zygodontomys brevicauda
Zygodontomys brevicauda, también denominada Rata o ratón de monte,  o Rata cañera, es una especie de roedor del género Zygodontomys de la tribu Oryzomyini. Se presenta en Costa Rica, Panamá, Colombia, Venezuela, Guyana, Surinam, la Guayana francesa y el norte de Brasil, además de Trinidad y Tobago. Incluye tres subespecies: Zygodontomys brevicauda brevicauda, Zygodontomys brevicauda cherriei y Zygodontomys brevicauda microtinus.
Vive en terrenos bajos hasta elevaciones de 900 m sobre el nivel del mar.